# Joslyn Art Museum
Le Joslyn Art Museum est un musée d'art aux États-Unis situé à Omaha dans le Nebraska. Il s'agit du musée le plus important de cet État. Il a été fondé en 1931 à l'initiative de Sarah H. Joslyn en mémoire de son mari, l'homme d'affaires George A. Joslyn. C'est le seul musée du Nebraska à offrir à la visite une collection permanente complète. Il présente des œuvres de Véronèse, du Gréco, du Titien, de Renoir, de Bouguereau mais aussi des œuvres d'artistes américains des XIXe et XXe siècles. Il organise aussi des expositions temporaires.

## Histoire et description

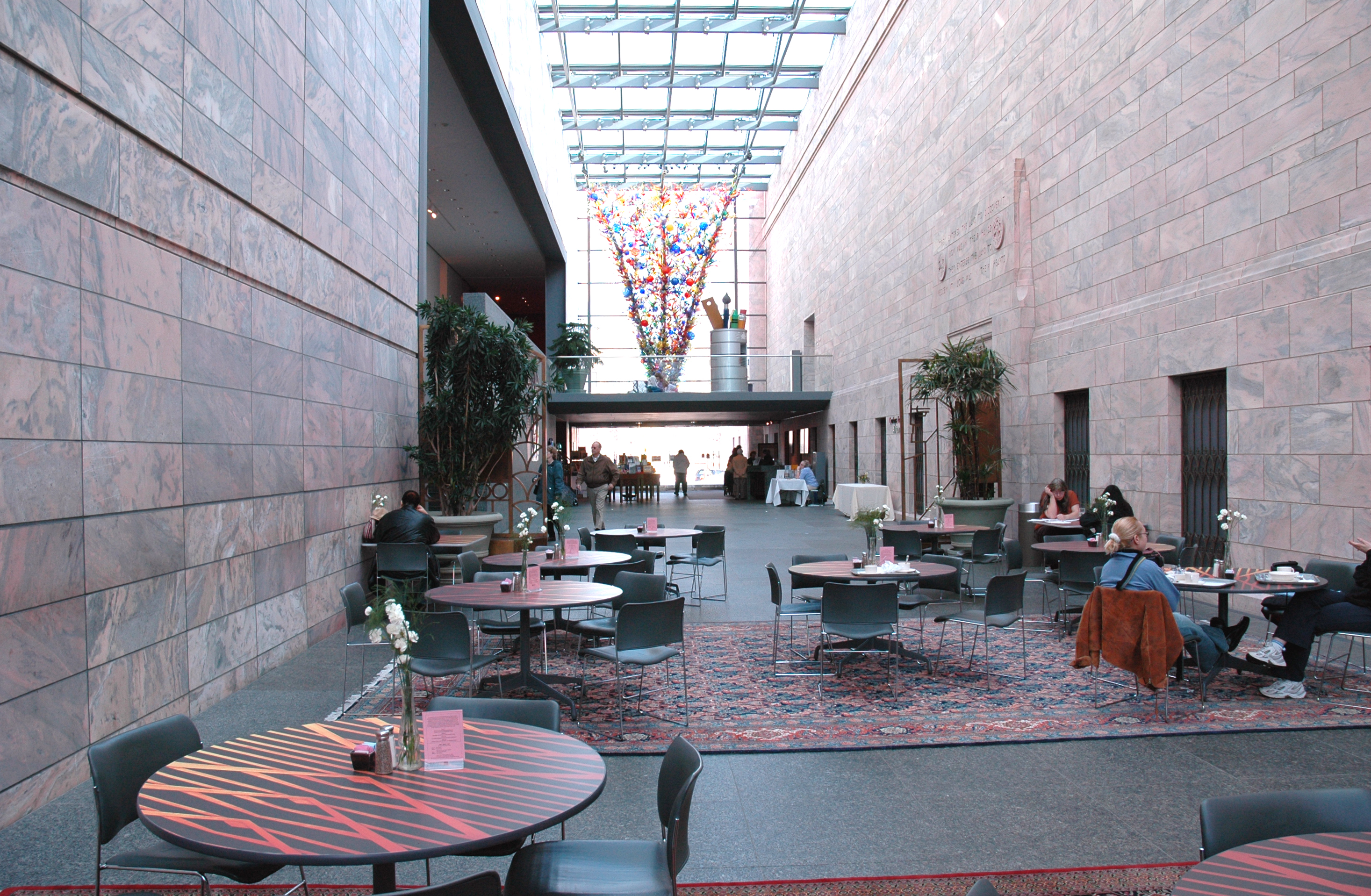
L'atrium de verre du musée, avec un café et une boutique de souvenirs au fond.

C'est en 1928, que l'entreprise Kiewit a commencé la construction du musée qui a été inauguré le 29 novembre 1931, comme présent à la population d'Omaha de la part de Sarah H. Joslyn, en mémoire de son défunt mari, George A. Joslyn. Il est installé dans un grand édifice Art déco dessiné par John et Alan McDonald, et construit en marbre rose, avec trente-huit marbres différents provenant de différentes parties du monde à l'intérieur. Les panneaux décoratifs de l'extérieur sont l'œuvre du sculpteur John David Brcin et font référence aux peuples des Plaines, les Amérindiens, et aux explorateurs et colons européens. Les inscriptions gravées sont de Hartley Burr Alexander. Une extension du musée a été conçue selon les plans de Norman Foster et a ouvert en 1994.
Le jardin des sculptures a ouvert à l'été 2009 avec un bassin et une chute d'eau. Il accueille des festivals de jazz. L'auditorium du musée permet aussi d'assister à des concerts. L'entrée du musée est gratuite depuis 2013.

## Collections
Les collections permanentes du Joslyn Art Museum sont les suivantes :
- Art antique, comprenant une collection exceptionnelle de poteries grecques
- Art européen : œuvres du XVIe siècle et du XVIIe siècle, notamment de Véronèse, du Titien (Portrait d'homme au faucon), de Claude Lorrain, de Rembrandt (Portrait de Dirck van Os) et du Gréco. Les plus nombreuses sont du XIXe siècle avec des travaux romantiques de Delacroix et Gustave Doré, des tableaux réalistes de Corot et Gustave Courbet, ainsi que des œuvres impressionnistes de Degas, Monet, Pissarro, ou Renoir
- Art américain : le musée présente des tableaux de James Peale et Mather Brown; un grand nombre d'œuvres de l'Hudson River School, et d'autres de Winslow Homer et Thomas Eakins, ainsi que de Childe Hassam et William Merritt Chase inspirés par l’impressionnisme
- Histoire du Western : illustré entre autres par les œuvres de Karl Bodmer d'après son voyage en 1832-1834 le long du Missouri, et celles d'Alfred Jacob Miller
- Art amérindien : artisanat des tribus indiennes
- Art du XXe siècle : cette section est importante avec des tableaux de Matisse, de Stuart Davis, John Sloan et Robert Henri, et des sculptures de Deborah Butterfield, Donald Judd et Sol LeWitt. la collection met l'accent sur différents mouvements artistiques américains incluant le régionalisme avec des peintures de Grant Wood (Stone City, Iowa) ou de Thomas Hart Benton. L'art abstrait expressionniste est aussi présent (avec des œuvres par exemple de Jackson Pollock), ainsi que le pop art.

## Illustrations

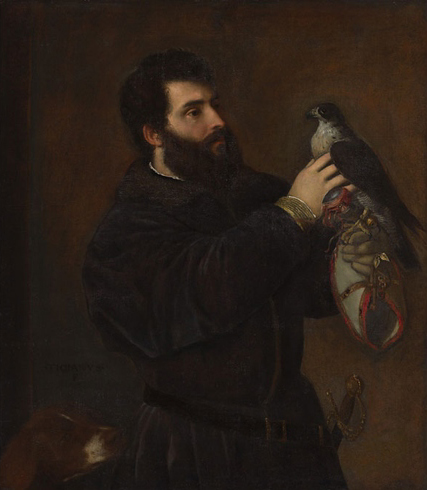
Portrait d'homme au faucon (Titien)
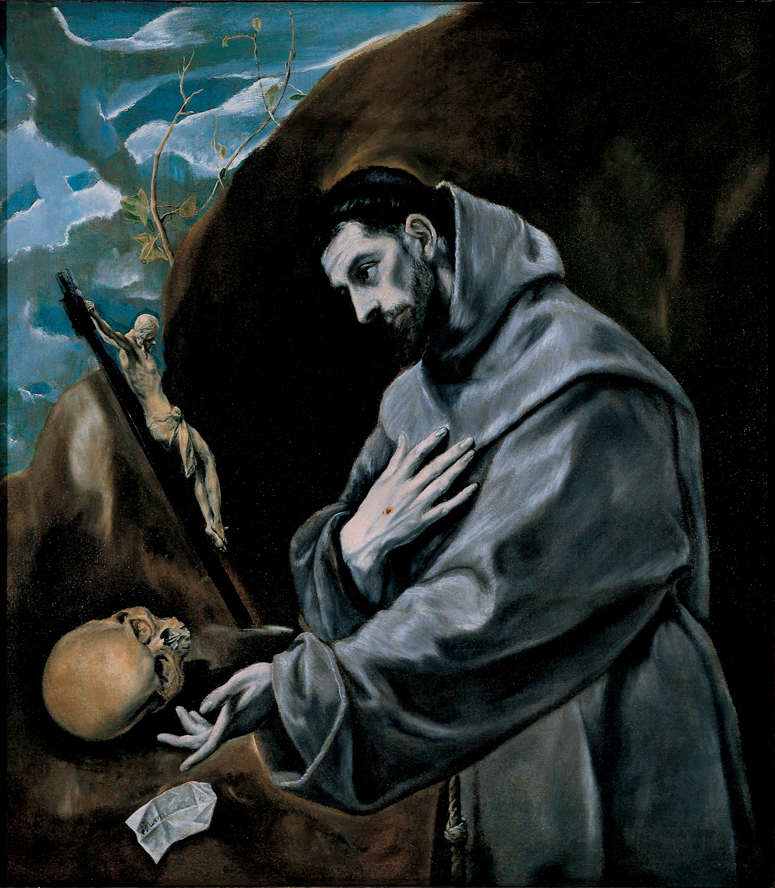
Saint François en prières (Le Greco)
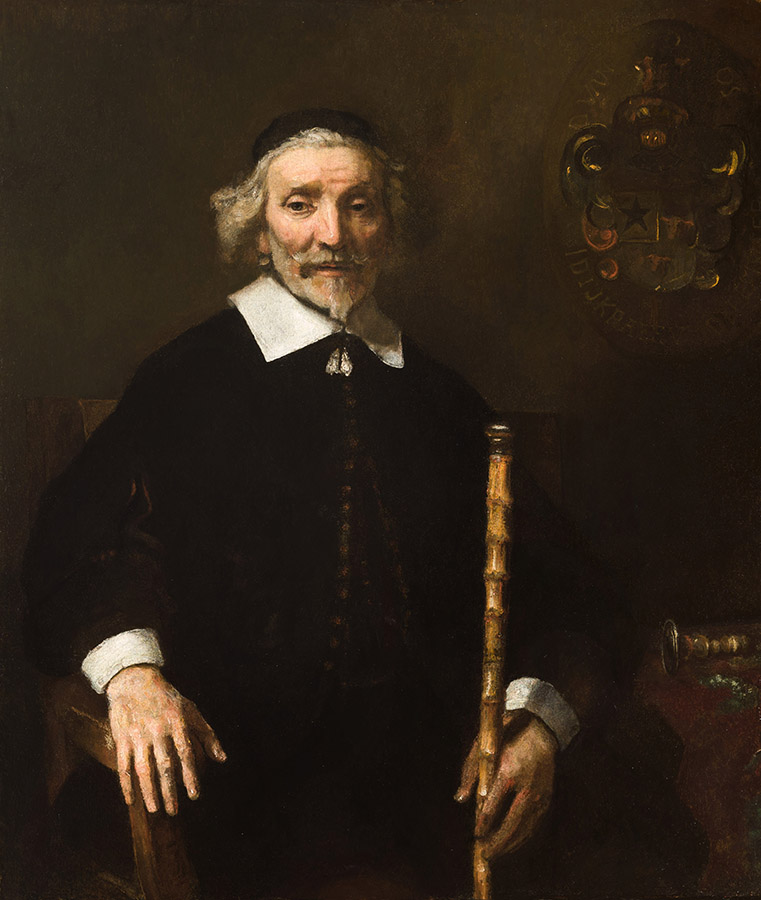
Portrait de Dirck van Os (Rembrandt)
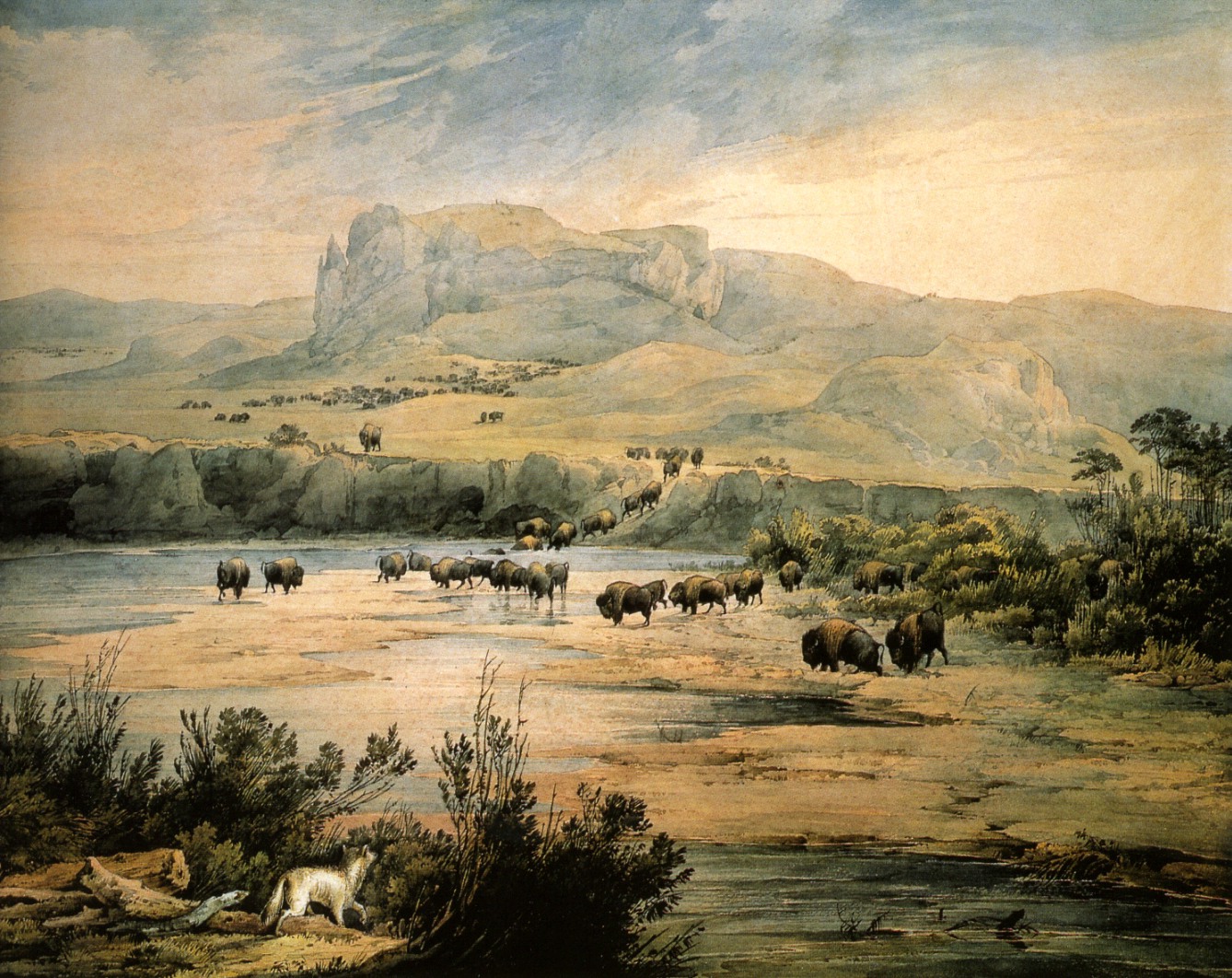
Paysage avec buffles dans le Haut-Missouri (Bodmer)
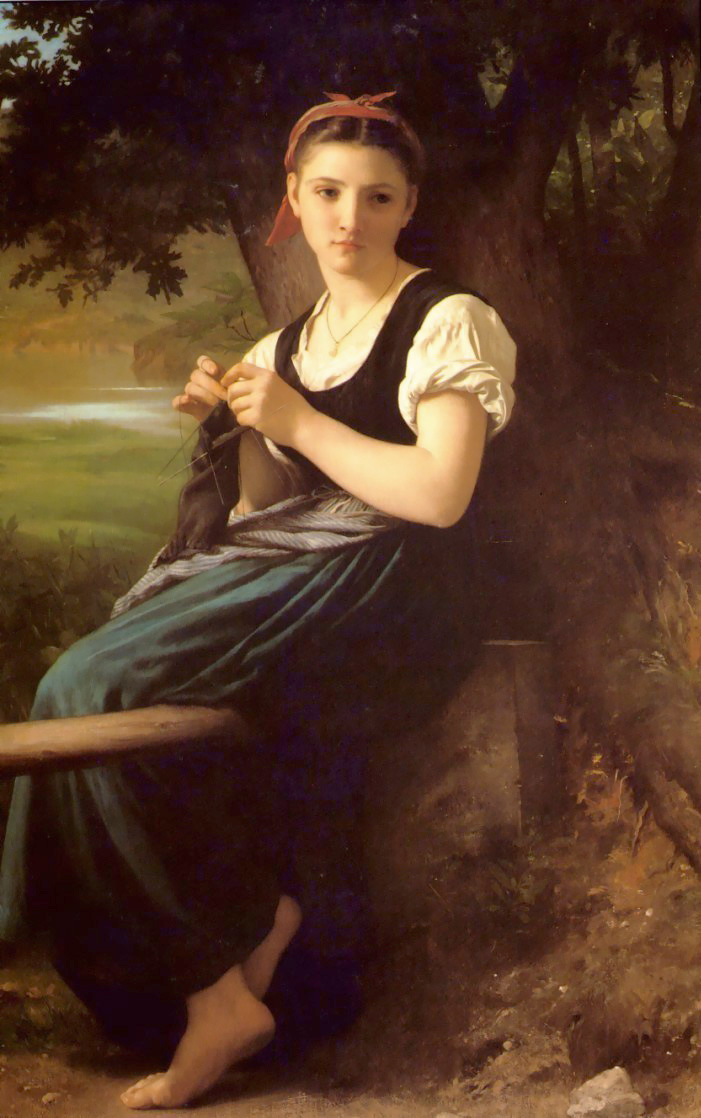
La Tricoteuse (Bouguereau)
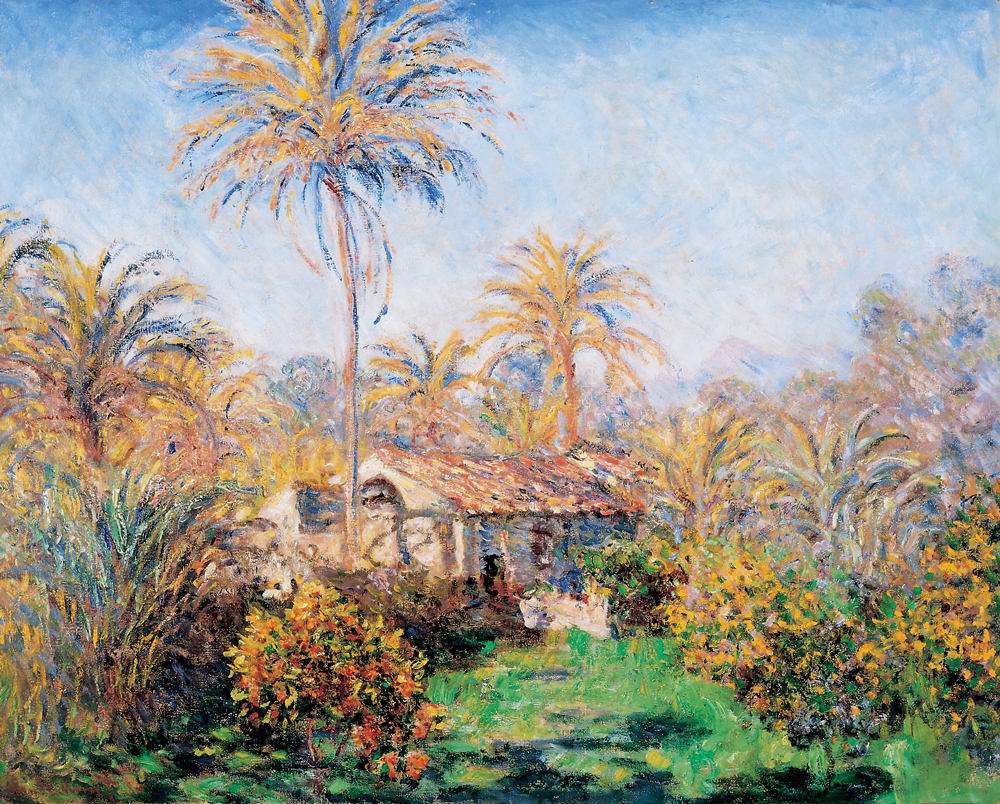
Un coin de ferme à Bordighera (Monet)
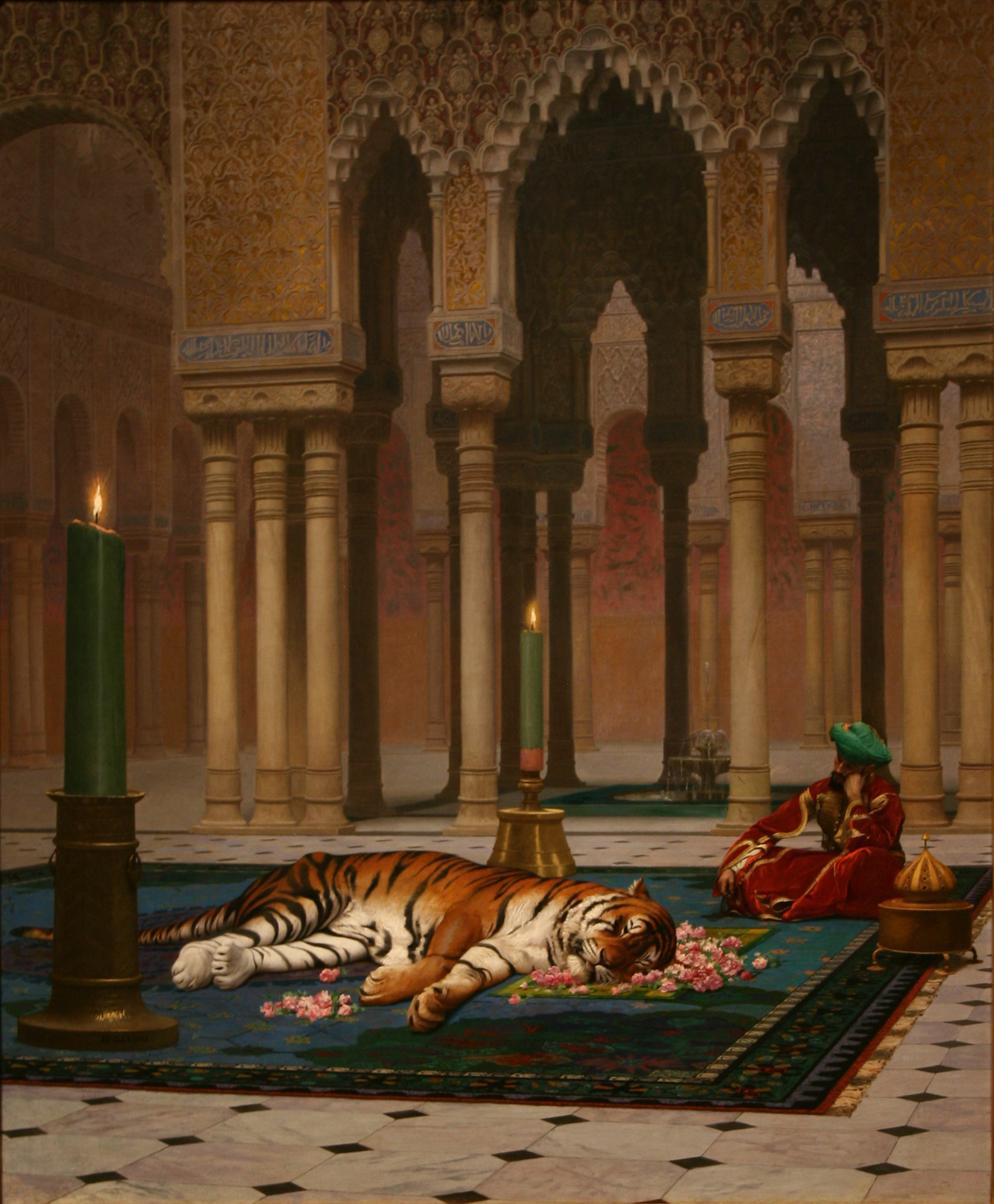
La Douleur du pacha (Gérôme)
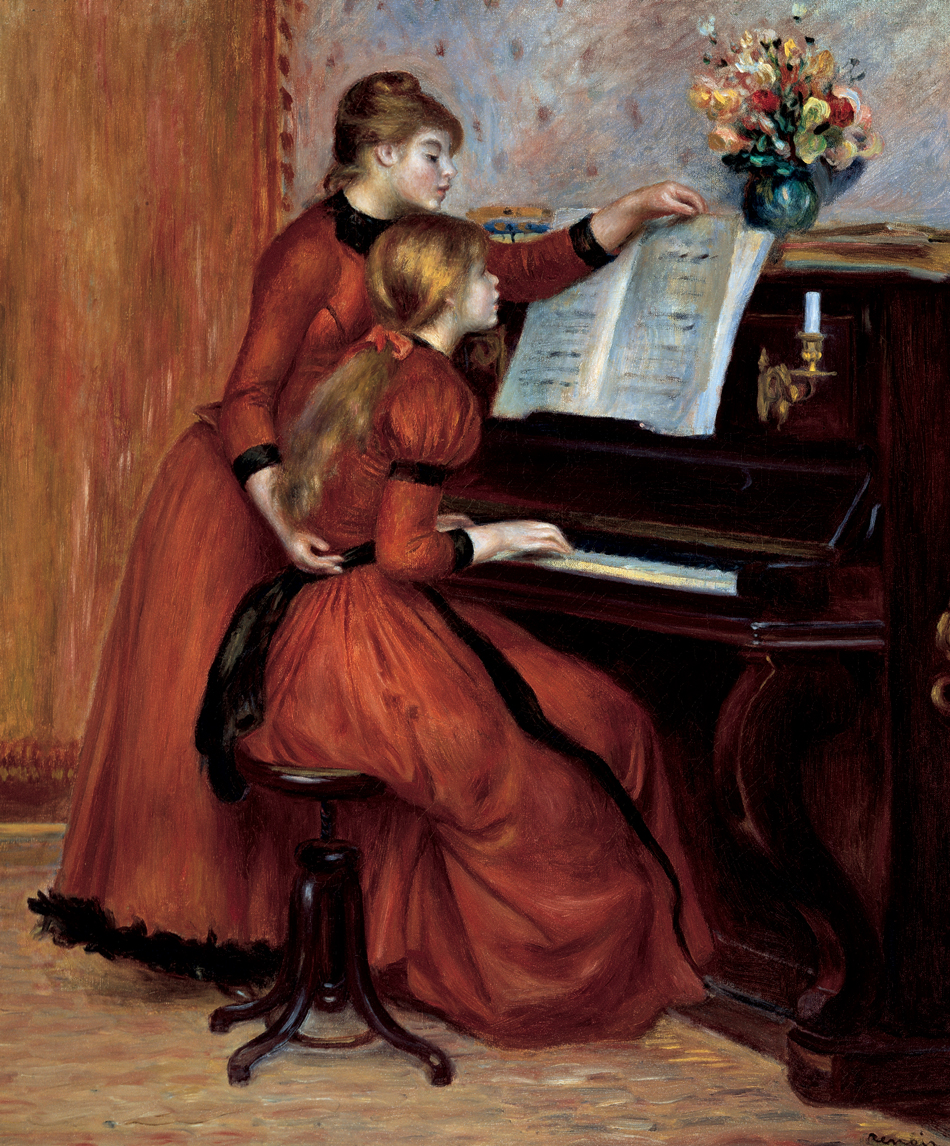
La Leçon de piano (Renoir)
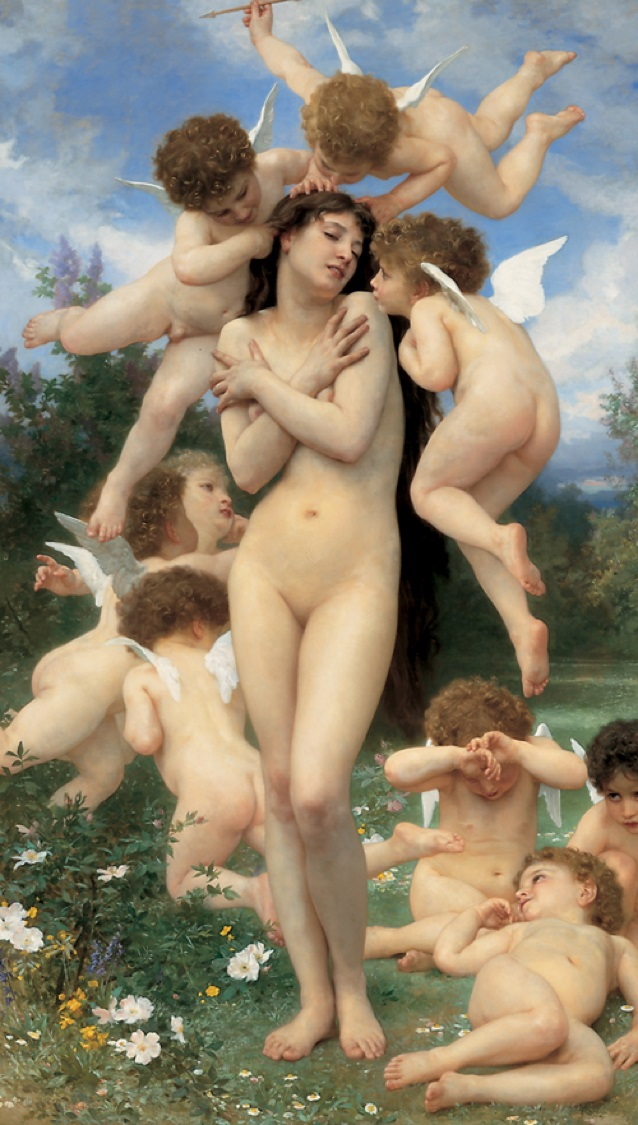
Le Printemps (Bouguereau)
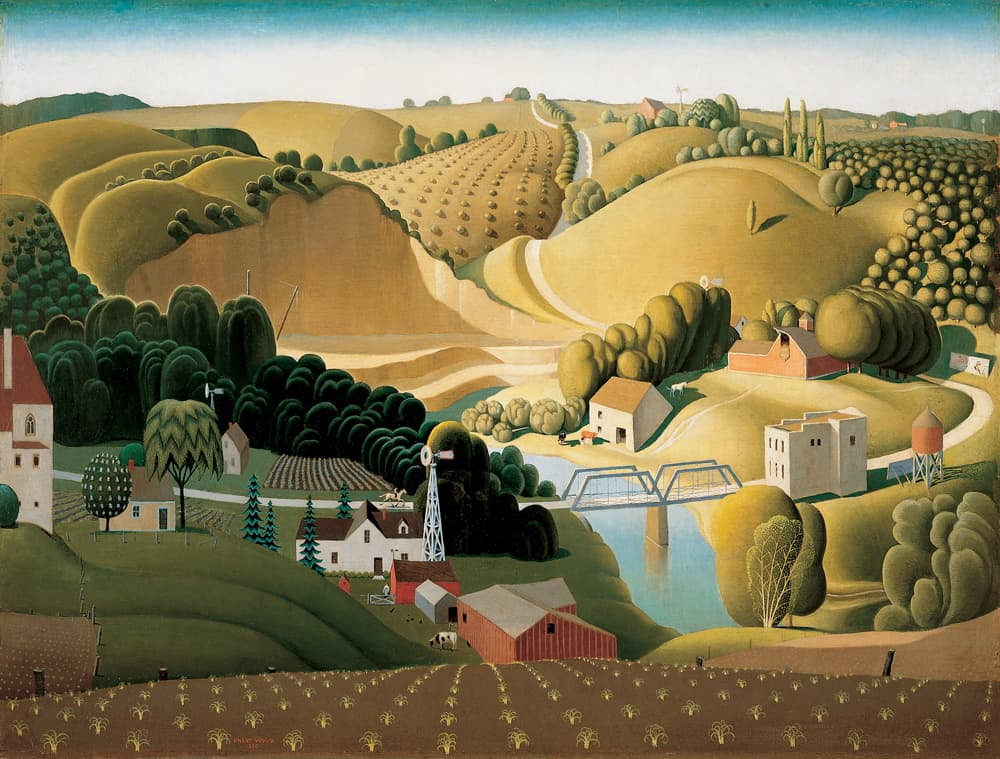
Stone City, Iowa (Grant Wood)